# Redifusão
Redifusão (em inglês: syndication) se referem ao sistema de vendas (distribuição) de programas e séries para diferentes canais, seja para a transmissão ao vivo ou gravada, tanto no rádio quanto na televisão. É um sistema comum em países onde a televisão é composta por cadeias com emissoras locais afiliadas, como é o caso dos Estados Unidos e dos Países Baixos. Nos países com redes nacionais sem afiliadas locais, a prática é pouco comum.

## Tipos
Na televisão dos Estados Unidos existem três tipos de programas nesse sistema:
- Aqueles que são transmitidos pela primeira vez já como nesse sistema, sem qualquer grande cadeia nacional, também se incluem os estrangeiros transmitidos pela primeira vez em um país como sindicação.
- Aqueles que são transmitidos como sindicação após emiti-las já em uma grande cadeia nacional, constituem também um tipo de repetição.
- Aqueles transmitidos na rede "pública", que constituem um serviço paralelo do PBS aos canais afiliados, nos canais públicos independentes.

## Estilos
Quando trata-se de séries, pode-se dizer que é permitido a reprise quando a série ultrapassa os 100 episódios independentes do número de temporadas.